# Süßen
Süßen là một thị trấn ở huyện Göppingen ở Baden-Württemberg ở miền nam Đức. Đô thị này có diện tích 12,78 km², dân số thời điểm 31 tháng 12 năm 2020 là 10.155 người. Thị trấn này nằm bên sông Fils 8km về phía đông Göppingen, gần Stuttgart.

## Diễn biến dân số
| Date | Population |
| ---- | ---------- |
| 1837 | 1.440      |
| 1907 | 2.425      |
| 1939 | 3.925      |
| 1950 | 5.946      |
| 1970 | 8.258      |
| 1983 | 8.433      |
| 2007 | 10.254     |